# Leucania perrufa
Leucania perrufa là một loài bướm đêm trong họ Noctuidae.